# Zum Esel (Ravensburg)
Die Gesellschaft zum Esel war eine Vereinigung einflussreicher, mehrheitlich katholischer patrizischer Familien in Ravensburg in der Zeit von 1397 bis 1818. Sie wurde von Johannes II. von Waldburg begründet.

## Geschichte

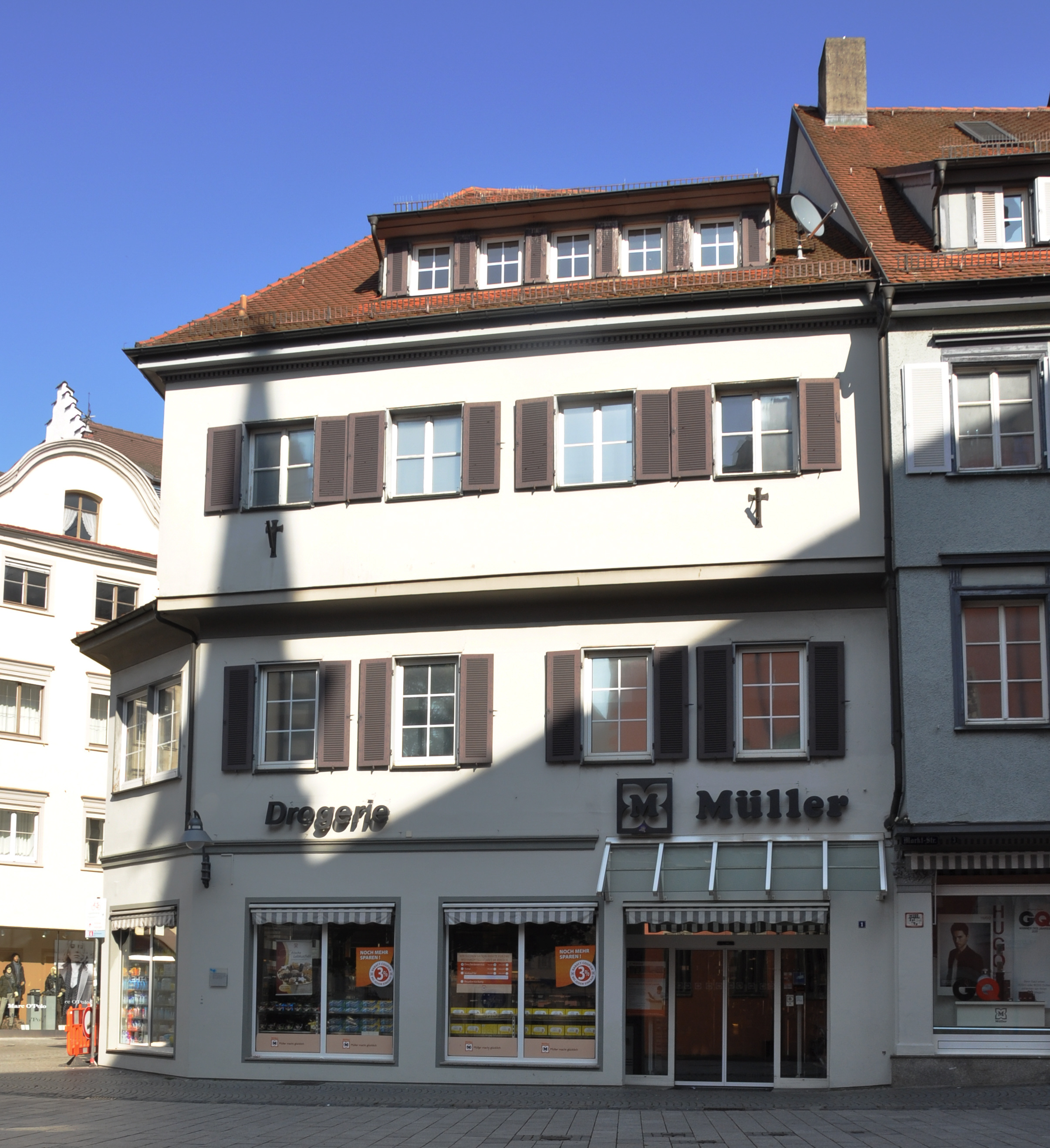
Ehemalige Zunftstube der Gesellschaft zum Esel in Ravensburg, Markstraße 1

Die Gesellschaft zum Esel wurde mit einer Stiftungsurkunde 1397 gegründet. Diese Patriziergesellschaft fasste sich selbst zunächst als „Zunft der Geschlechter“ auf; ihr Zunftmeister war zugleich Bürgermeister der Stadt. Um den sozialen Unterschied gegenüber den anderen Zünften zu verdeutlichen, nannte sich diese Oberschicht später „adlige Gesellschaft“ oder Stadtadel. Jener Stadtadel der Stadt Ravensburg bildete das Patriziat. Die Gesellschaft war Herausgeber des Eselsbriefes.
Das Patriziat der Stadt Ravensburg setzte sich aus unternehmenden Kaufleuten und kleinen Ministerialen der vorausgehenden Epoche zusammen. Die wichtigsten in der Gesellschaft Zum Esel vertretenen Familien waren: Humpis, die bereits um 1380 Mitbegründer der Ravensburger Handelsgesellschaft gewesen waren; ferner Ankenreute, Erler, Gäldrich, Geßler, Täschler, Hüpschli, von Moosheim, Sürg von Sürgenstein und Schmid-Schindele.
Diese Patrizier waren zwar auch Kaufleute, aber sie widmeten sich – im Gegensatz zu denjenigen, die nach Elle, Pfund und Lot verkauften und sich in der (mehrheitlich protestantischen) Gesellschaft Zum Ballen zusammenschlossen, weil die vornehme Gesellschaft Zum Esel sie nicht aufnahm – ausschließlich dem Groß- und Fernhandel.
Allein die räumliche Nachbarschaft im Bodenseegebiet legt nahe, dass Querverbindungen zu anderen lokalen Patriziergesellschaften bestanden, namentlich zu Zur Katz in Konstanz, zu Zum Sünfzen in Lindau und zu Zum goldenen Löwen in Memmingen. Auch die Satzungen dieser vier Gesellschaften waren streckenweise wortgleich. Und die Liste der Gesellschafter der Ravensburger Handelsgesellschaft führt praktisch auch alle Mitglieder der Gesellschaften Zum Esel und Zur Katz auf.
Der historische Versammlungsort der Gesellschaft, die „Zunftstube“, war das Haus Marktstraße Nr. 1, dem man aus unbekannten Gründen den Namen „Zum Esel“ gab, den die Gesellschaft dann für sich übernahm.
Die Gesellschaft zum Esel löste sich 1818 auf.